# Tartus flygplats
Tartus flygplats (estniska: Tartu lennujaam), eller Ülenurme flygplats, är en flygplats i Estland.  Den ligger i kommunen Ülenurme vald och landskapet Tartumaa, knappt elva kilometer söder om Tartu.
Flygplatsen har IATA-beteckning TAY och ICAO-beteckning EETU.
Flygplatsen öppnades den 15 maj 1946. En ny terminalbyggnad byggdes 1981. Flygplatsen drivs sedan 2005 av Tallinn Airport OÜ. År 2009 förlängdes landningsbanan till 1 799 meter. 
Flygplatsen har f.n. (juni 2025) reguljär trafik med Finnair till Helsingfors, dock saknas inrikestrafik. Tartu kommun har planer på att upprätta andra flygförbindelser till flygplatsen genom att upphandla detta.